# Universidad Rakunō Gakuen

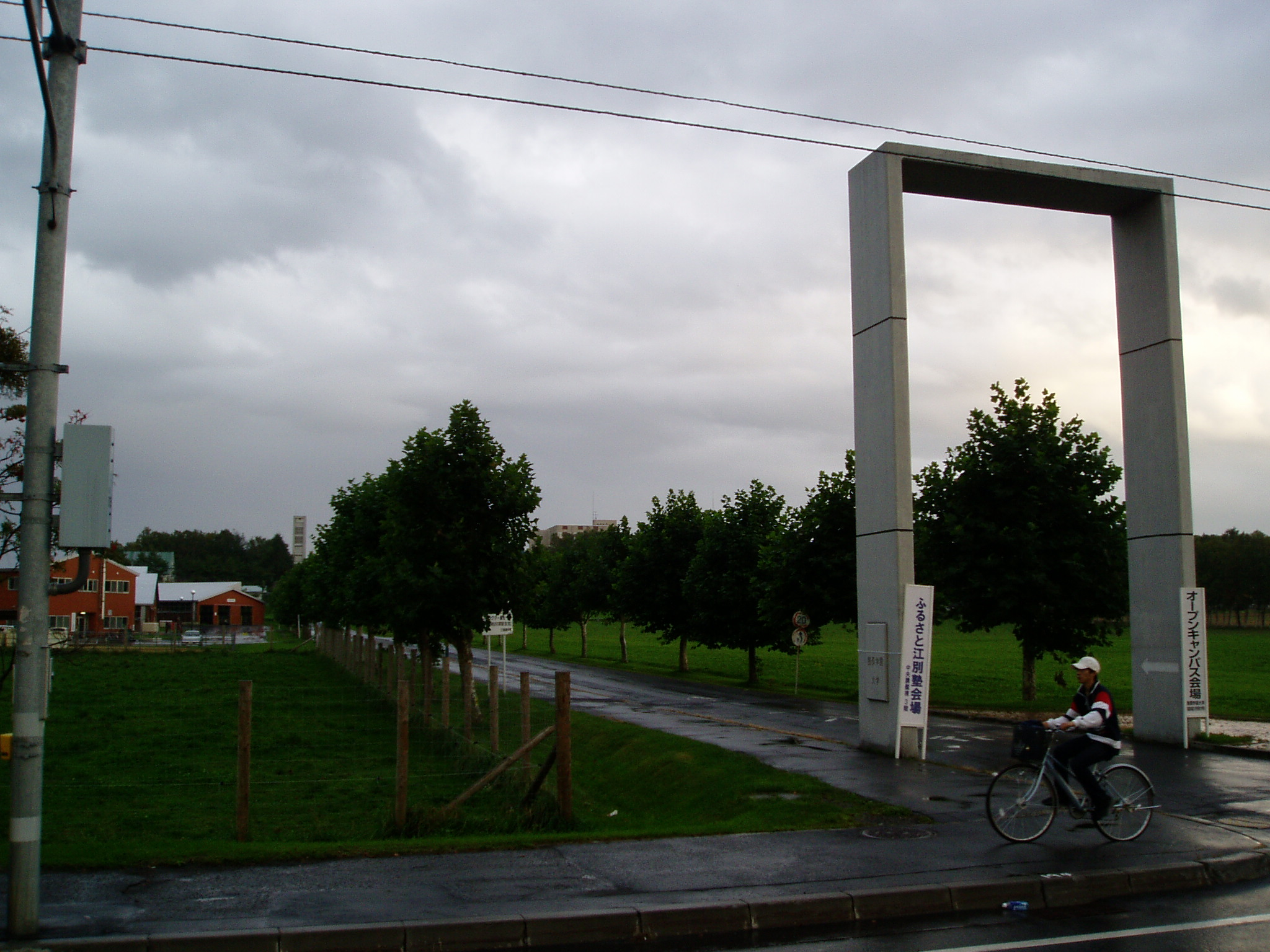
Rakuno Gakuen University

La Universidad Rakuno Gakuen (酪農学園大学 Rakunō gakuen daigaku?) es una universidad privada con sede en Ebetsu (Hokkaido, Japón). Fue fundada con ese nombre en 1960, aunque ya existía desde 1933 como escuela Hokkaido Rakuno Gijuku.

## Historia
Los principales eventos que configuraron la universidad actual fueron:
- 1933 - Creación del Hokkaido Rakuno Gijuku.
- 1942 - Creación de la escuela Nopporo Kinou.
- 1949 - Creación de la Universidad Rakuno Gakuen, abolida en marzo del año siguiente.
- 1960 - La escuela secundaria femenina Rakuno Gakuen continúa en funcionamiento. Mientras se crea la primera facultad de la universidad.
- 1964 - La Nopporo Kinou pasa a llamarse Escuela Secundaria Rakuno Gakuen Kinou.